# Isabel Bruce
Isabel Bruce (Carrick, 1272 - Bergen, 1358) was van 1293 tot 1299 koningin-gemalin van Noorwegen. Ze behoorde tot het huis Bruce.

## Levensloop
Isabel Bruce was de oudste dochter van Robert de Brus, heer van Annandale, uit diens huwelijk met gravin Marjorie van Carrick.
In 1293 reisde ze met haar vader naar Noorwegen, waar ze in Bergen huwde met koning Erik II (1268-1299). Erik II was eerder gehuwd met Margaretha, dochter van koning Alexander III van Schotland, die in 1283 bij de geboorte van haar dochter Margaretha overleed. Na de dood van koning Alexander III in 1286 werd Eriks dochter Margaretha erfgename van de Schotse troon. Vervolgens huwelijkte hij haar uit aan Eduard II, zoon en erfgenaam van koning Eduard I van Engeland, een huwelijk dat door het vroege overlijden van Margaretha in 1290 niet doorging. Margaretha liet Schotland achter zonder monarch. Al snel probeerde John Balliol de Schotse troon in te nemen, daarbij gesteund door John Comyn. De familie Bruce en verschillende andere belangrijke families konden dit echter verhinderen. Toen Isabel in 1293 huwde met Erik II, was haar broer Robert Bruce een van de pretendenten van de Schotse troon. In 1306 werd hij effectief tot koning van Schotland verkozen.
Na de dood van Erik II in 1299 werd Isabel op 26-jarige leeftijd weduwe. Erik werd als koning van Noorwegen opgevolgd door zijn broer Haakon V, die regeerde tot in 1319. Isabel, die haar echtgenoot 59 jaar overleefde, zou nooit meer hertrouwen. Haar huwelijk met Erik II had geen mannelijke nakomelingen voortgebracht, maar Isabel was wel moeder geworden van een dochter Ingeborg (1297-1357), die eerst verloofd was met Jón Magnússon, graaf van Orkney, en daarna in 1312 huwde met Waldemar Magnusson, zoon van koning Magnus I van Zweden en hertog van Finland. Beide huwelijksengagementen werden gearrangeerd door Isabel Bruce.
Isabel keerde niet terug naar Schotland en bleef de rest van haar leven in Bergen, waar ze ook stierf. Als koningin-weduwe nam ze deel aan verschillende ceremonies en evenementen en had ze heel wat invloed. Ook had ze goede banden met de kerkelijke macht in Noorwegen en deed ze verschillende donaties aan de kerk. Mogelijk trad ze in 1312 tevens op als bemiddelaar bij de onderhandelingen tussen Noorwegen en Schotland over de Orkney- en Shetlandeilanden.
- Library of Congress Control Number: no2013048649
- Virtual International Authority File: 299614177
- WorldCat: E39PBJqqqKPKR6bWMJmqgJxqwC